# Djurgårdens IF Fotboll 1911
Djurgårdens IF Fotboll, förlorade finalen 1911 mot Örgryte IS med 5-2 inför 2000 åskådare på Walhalla idrottsplats i Göteborg. Allt detta i Corinthian Bowl.